# Eishockey-Regionalliga 1978/79
Die Eishockey-Regionalliga 1978/79 wurde wie in den Vorjahren in  drei regionalen Ligen Nord, West und Süd ausgespielt. Meister wurde der ERC Ingolstadt, der damit in drei Jahren den Aufstieg aus der sechstklassigen Landesliga in die drittklassige Oberliga realisieren konnte. Im Finale besiegten die Ingolstädter den EHC Krefeld 78, den Nachfolgeverein des in Konkurs gegangenen Bundesligisten Krefelder EV. Beide Mannschaften stiegen auf, ebenso wie der TSV Lechbruck, die Bad Reichenhaller EG und der EV Fürstenfeldbruck.

## Regionalliga Nord

### Modus und Teilnehmer
Der Altonaer SV und der Hastedter TSV Bremen hatten sich vor der Saison aus der Liga zurückgezogen. Der BFC Preussen hatte im Vorjahr auf die Qualifikation zur Oberliga Nord verzichtet und war damit in die Regionalliga Nord abgestiegen. Nach einer Spielzeit Pause war Jahn Wolfsburg in der Liga zurückgekehrt, die Mannschaft trug ihre Heimspiele in Altenau aus. Neu in der Liga war die 1b des Hamburger SV.
Die Saison wurde in einer Einfachrunde gespielt. Der Sieger war Meister der Regionalliga Nord und für das Halbfinale um die deutsche Regionalligameisterschaft qualifiziert. Die folgenden Teams auf den Plätzen zwei bis vier waren für die Qualifikationsrunde zur Oberliga Nord qualifiziert.
- BFC Preussen (Absteiger)
- FASS Berlin
- EG Wedding Berlin
- RSC Bremerhaven 1b
- SV Condor Hamburg
- ESC Wedemark
- Jahn Wolfsburg (Aufsteiger)
- Hamburger SV 1b (Neuling)

### Tabelle
|    | Mannschaft            | Sp | S  | U | N  | Tore    | Diff. | Pkte |
| -- | --------------------- | -- | -- | - | -- | ------- | ----- | ---- |
| 1. | BFC Preussen (A)      | 14 | 13 | 1 | 0  | 142:38  | +104  | 27   |
| 2. | FASS Berlin           | 14 | 9  | 1 | 4  | 84:49   | +35   | 19   |
| 3. | SC Condor Hamburg     | 14 | 9  | 1 | 4  | 91:71   | +20   | 19   |
| 4. | EG Wedding Berlin     | 14 | 7  | 0 | 7  | 87:82   | +5    | 14   |
| 5. | ESC Wedemark (M)      | 14 | 6  | 2 | 6  | 100:113 | −13   | 14   |
| 6. | RSC Bremerhaven 1b    | 14 | 5  | 2 | 7  | 78:77   | +1    | 12   |
| 7. | TV Jahn Wolfsburg (N) | 14 | 2  | 1 | 11 | 64:121  | −57   | 5    |
| 8. | Hamburger SV 1b (N)   | 14 | 1  | 0 | 13 | 37:132  | −95   | 2    |

Abkürzungen: Sp = Spiele, S = Siege, U = Unentschieden, N = Niederlagen, (M) = Meister der Vorsaison, (A) = Aufsteiger, (N) = Neuling/Aufsteiger 
Meister RL-Nord, Teilnehmer RL-Meisterschaft und Teilnehmer Qualifikationsrunde zur Oberliga Nord
Der Absteiger aus der Oberliga wurde somit gleich zum Meister der Regionalliga Nord. Der Viertplatzierte aus Berlin-Wedding verzichtete auf seine Teilnahme an der Qualifikationsrunde zur Oberliga Nord und meldete sein Team für die kommende Saison nicht mehr an.

## Regionalliga West

### Teilnehmer
Der GSV Moers war in die Oberliga Nord aufgestiegen. Der Neusser SC hatte im Vorjahr auf die Qualifikation zur Oberliga Nord verzichtet und war damit in die Regionalliga West abgestiegen. Der HC Zweibrücken hatte sich aus der Regionalliga zurückgezogen. Der ECH Krefeld 78 war der Nachfolgeverein des in Konkurs gegangenen Bundesligisten Krefelder EV. Die Liga wurde in einer Hauptrunde gespielt. Der Sieger war Meister der Regionalliga West und für das Halbfinale um die deutsche Regionalliga-Meisterschaft qualifiziert. Die Mannschaften auf den Plätzen zwei bis vier nahmen an der Qualifikationsrunde zur Oberliga Nord teil.
- Neusser SC (Absteiger)
- Bielefelder RSC
- ESG Kassel
- VERC Lauterbach
- ERC Ludwigshafen (Absteiger)
- EC Nordhorn
- Herner EV 1b (Neuling)
- EHC Krefeld 78 (Neugründung)

### Tabelle
|    | Mannschaft           | Sp | S  | U | N  | Tore   | Diff. | Pkte |
| -- | -------------------- | -- | -- | - | -- | ------ | ----- | ---- |
| 1. | EHC Krefeld 78 (N)   | 14 | 13 | 0 | 1  | 229:26 | +203  | 26   |
| 2. | VERC Lauterbach      | 14 | 10 | 2 | 2  | 142:43 | +99   | 22   |
| 3. | ERC Ludwigshafen (A) | 14 | 9  | 0 | 5  | 87:67  | +20   | 18   |
| 4. | Neusser SC (A)       | 14 | 7  | 2 | 5  | 93:62  | +31   | 16   |
| 5. | ESG Kassel           | 14 | 6  | 0 | 8  | 86:87  | −1    | 12   |
| 6. | Herner EV 1b (N)     | 14 | 5  | 2 | 7  | 78:77  | +1    | 12   |
| 7. | EC Nordhorn          | 14 | 4  | 0 | 10 | 88:133 | −45   | 8    |
| 8. | RSC Bielefeld        | 14 | 0  | 0 | 14 | 8:305  | −297  | 0    |

Abkürzungen: Sp = Spiele, S = Siege, U = Unentschieden, N = Niederlagen, (M) = Meister der Vorsaison, (A) = Aufsteiger, (N) = Neuling/Aufsteiger 
Meister RL-Nord, Teilnehmer RL-Meisterschaft und Teilnehmer Qualifikationsrunde zur Oberliga Nord
Der formell neugegründete Verein aus Krefeld, konnte sich erwartungsgemäß die Meisterschaft der Regionalliga West sichern. Mit Ludwigshafen und Neuss traten drei Vereine zum zweiten Mal in Folge in der Qualifikationsrunde zur Oberliga Nord an – Lauterbach gar zum dritten Mal.

## Qualifikationsrunde zur Oberliga Nord
Neben den sieben Regionalligisten nahmen die zwei schlechtesten Teams der Oberliga Nord an der Qualifikationsrunde teil. Gespielt wurde eine Einfachrunde. Die fünf besten Mannschaften qualifizierten sich für die Oberliga Nord der Folgesaison.

### Tabelle
|    | Mannschaft             | Sp   | S  | U | N  | Tore   | Diff. | Pkte |
| -- | ---------------------- | ---- | -- | - | -- | ------ | ----- | ---- |
| 1. | EHC Krefeld 78 (RL)    | 16   | 16 | 0 | 0  | 179:30 | +149  | 32   |
| 2. | GSV Moers (OL)         | 16   | 12 | 1 | 3  | 148:71 | +77   | 25   |
| 3. | Neusser SC (RL)        | 16   | 9  | 3 | 4  | 103:87 | +16   | 21   |
| 4. | WSV Braunlage (OL)     | 16   | 10 | 1 | 5  | 109:83 | +26   | 21   |
| 5. | ERC Ludwigshafen (RL)  | 15 1 | 7  | 0 | 8  | 106:69 | +37   | 14   |
| 6. | BFC Preussen (RL)      | 16   | 5  | 1 | 10 | 72:84  | −12   | 11   |
| 7. | VERC Lauterbach (RL)   | 15 1 | 5  | 0 | 10 | 79:111 | −32   | 10   |
| 8. | FASS Berlin (RL)       | 16   | 2  | 0 | 14 | 53:138 | −85   | 4    |
| 9. | SC Condor Hamburg (RL) | 14 1 | 1  | 0 | 13 | 31:207 | −176  | 2    |

Abkürzungen: Sp = Spiele, S = Siege, U = Unentschieden, N = Niederlagen 
Qualifikation zur Oberliga Nord

1 Weitere Spiele wurden nicht ausgetragen.
Der EHC Krefeld 78 und der Neusser SC stiegen in die Oberliga Nord auf.  Ludwigshafen verzichtete auf den Aufstieg, dafür rückte der BFC Preussen nach.

## Regionalliga Süd

### Teilnehmer
Die Gruppe Süd wurde im Vergleich zur Vorsaison aufgestockt, in dem fünf Mannschaften aus der Bayernliga aufstiegen. Der SC Reichersbeuern hatte sich in die Natureis-Bayernliga zurückgezogen, der VfL Waldkraiburg in die Kunsteis-Bayernliga. Der DEC Frillensee Inzell hatte sich freiwillig aus der Oberliga in die Regionalliga zurückgezogen. Im Vergleich zur Vorsaison wurde diese Saison nur eine Einfachrunde gespielt um den Meister und Teilnehmer an der deutschen Regionalliga-Meisterschaft zu ermitteln. Die Mannschaften auf den Plätzen zwei bis vier stiegen mit dem Meister in die Oberliga Süd auf. Der Letztplatzierte stieg in die Bayernliga ab.
- DEC Inzell (Absteiger)
- EV Fürstenfeldbruck
- SV Hohenfurch
- TSV Königsbrunn
- TSV Lechbruck
- EC Oberstdorf
- EV Pegnitz
- Bad Reichenhaller EG (Aufsteiger)
- ERC Ingolstadt (Aufsteiger)
- TSV Farchant (Aufsteiger)
- SC Gaißach (Aufsteiger)
- EV Mittenwald (Aufsteiger)

### Tabelle
|     | Mannschaft                | Sp | S  | U | N  | Tore    | Diff. | Pkte |
| --- | ------------------------- | -- | -- | - | -- | ------- | ----- | ---- |
| 1.  | ERC Ingolstadt (N)        | 22 | 18 | 3 | 1  | 135:58  | +77   | 39   |
| 2.  | TSV Lechbruck             | 22 | 15 | 4 | 3  | 182:77  | +105  | 34   |
| 3.  | Bad Reichenhaller EG (N)  | 22 | 14 | 4 | 4  | 103:69  | +34   | 32   |
| 4.  | EV Fürstenfeldbruck       | 22 | 13 | 4 | 5  | 94:74   | +20   | 30   |
| 5.  | EV Pegnitz                | 22 | 9  | 4 | 9  | 95:101  | −6    | 22   |
| 6.  | DSC Frillensee Inzell (A) | 22 | 9  | 3 | 10 | 95:86   | +9    | 21   |
| 7.  | SC Gaißach (N)            | 22 | 8  | 3 | 11 | 88:102  | −14   | 19   |
| 8.  | TSV Farchant (N)          | 22 | 8  | 3 | 11 | 87:102  | −15   | 19   |
| 9.  | EC Oberstdorf             | 22 | 7  | 2 | 13 | 129:155 | −26   | 16   |
| 10. | TSV Königsbrunn           | 22 | 5  | 4 | 13 | 74:114  | −40   | 14   |
| 11. | EV Mittenwald (N)         | 22 | 5  | 3 | 14 | 83:136  | −53   | 13   |
| 12. | SV Hohenfurch             | 22 | 2  | 1 | 19 | 56:147  | −91   | 5    |

Abkürzungen: Sp = Spiele, S = Siege, U = Unentschieden, N = Niederlagen, (M) = Meister der Vorsaison, (A) = Absteiger, (N) = Aufsteiger 
 Meister der RL Süd, Teilnehmer Deutsche RL-Meisterschaft und  Aufsteiger OL-Süd  Absteiger in die Bayernliga

## Deutsche Regionalligameisterschaft

### Halbfinale
Im Halbfinale spielten der Sieger der Regionalliga West und der Sieger der Regionalliga Nord.
| Paarung                       | Gesamt | Hinspiel | Rückspiel |
| ----------------------------- | ------ | -------- | --------- |
| EHC Krefeld 78 – BFC Preussen | 11-5   | 5:2      | 6:3       |

### Finale
Für das Finale war der Sieger der Regionalliga Süd gesetzt, der Sieger der Regionalliga West setzte sich im Halbfinale durch. Diese Konstellation bestand nunmehr zum fünften Mal in Folge, bzw. immer seit Einführung der Regionalliga West.
| Paarung                         | Gesamt | Hinspiel | Rückspiel |
| ------------------------------- | ------ | -------- | --------- |
| ERC Ingolstadt – EHC Krefeld 78 | 7-4    | 5:1      | 2:3       |

Zum fünften Mal in Folge konnte sich das Team aus der Regionalliga Süd durchsetzen. Der ERC Ingolstadt war jedoch das erste Team, das eine Niederlage in einem der zwei Finalspiele einstecken musste.